# La habitación
La habitación (The Room) es la primera obra de teatro de Harold Pinter. La obra, escrita y realizada por primera vez en 1957, es considerado el primer ejemplo de la llamada «comedia de amenaza» de Pinter. Tiene fuertes similitudes con su segunda obra de teatro, La fiesta de cumpleaños (The Birthday Party), incluyendo características consideradas distintivos de las primeras obras de Pinter y del llamado estilo «Pinteresco», tales como un diálogo cómicamente familiar y sin embargo perturbadoramente extraño, simultánea o alternativamente tanto mundano y aterrador; caracterizaciones sutiles pero también contradictorias y ambiguas; un humor cómico y amenazante, característico de la tragicomedia inglesa de mediados del siglo XX; un argumento ofreciendo reversiones y sorpresas que pueden ser a la vez divertidas y conmovedoras; y un desenlace poco convencional que deja al menos algunas preguntas sin resolver.

## Argumento
La obra se inicia con Rose quien tiene un «diálogo de una sola persona» con su marido Bert, que permanece silencioso durante toda la escena, mientras le sirve una fritura de desayuno, aunque la escena parece tener lugar de noche. Rose habla principalmente del clima frío, y sigue comparando la habitación cálida y acogedora a la oscuridad y humedad del sótano y el frío afuera. Crea una sensación de malestar por su forma de hablar y actuar, siempre moviéndose de un lugar a otro de la habitación; incluso cuando está sentada, se sienta en una silla mecedora y mueve. Su discurso está lleno de cambios de tema y de muchas preguntas a su marido, siempre contestadas por ella misma.

Con un golpe a la puerta y un permiso para entrar, Sr. Kidd, el viejo propietario, entra. Hace muchas preguntas a Bert, sobre si y cuando saldrá de la habitación. Las preguntas son contestadas por Rose mientras Bert sigue callado. El diálogo entre Rose y el señor Kidd se compone de muchos temas diferentes que cambian con frecuencia; a veces cada uno de ellos habla de algo diferente; parecen evitar ciertos temas y no se escuchan el uno al otro, creando un diálogo irracional. Al final de la escena, Bert, que parece ser un conductor de camión, sale para conducir su camión.

Más tarde, cuando Rose intenta de sacar la basura, se ve interrumpida por una pareja joven, el Sr. y la Sra. Sands. Rose los invita a entrar y le dicen que están buscando un piso, y quieren ver el propietario, el señor Kidd.

Un hombre negro ciego, llamado Riley, quien supuestamente ha estado esperando en el sótano según los Sands y el Sr. Kidd, y que se está convirtiendo en una fuente de preocupación para Rose, de repente sube a su habitación para entregar un misterioso mensaje de su «padre». La obra termina violentamente cuando Bert regresa y encuentra a Rose acariciando el rostro de Riley, produce un largo monólogo, sexualmente sugerente, sobre su experiencia al volante de su camioneta, refiriéndose al vehículo como si fuera una mujer, y luego golpea Riley hasta que parece sin vida, sobre lo cual Rose grita «no puedo ver. Yo no puedo ver. No puedo ver».